# Малая Калманка
Малая Калманка — река в России, протекает по Топчихинскому и Калманскому районам Алтайского края. Устье реки находится в 8 км по левому берегу реки Калманка. Длина — 49 км, площадь водосборного бассейна — 535 км².

## Притоки
- 12 км: Солоновка (пр)
- 19 км: Моховушка (лв)

## Данные водного реестра
По данным государственного водного реестра России относится к Верхнеобскому бассейновому округу, водохозяйственный участок реки — Обь от слияния рек Бия и Катунь до города Барнаул, без реки Алей, речной подбассейн реки — бассейны притоков (Верхней) Оби до впадения Томи. Речной бассейн реки — (Верхняя) Обь до впадения Иртыша.